# Bank of Kigali
Bank of Kigali (BK) és un banc comercial de Ruanda. És llicenciat pel Banc Nacional de Ruanda, el banc central del país i regulador bancari nacional.

## Localització
La seu i la branca principal del banc es troben a l'avinguda 6112 KN4, al districte de Nyarugenge, a la ciutat de Kigali, capital i ciutat més gran de Ruanda. Les coordenades geogràfiques de la seu del banc són: 01°56'54.0"S, 30°03'35.0"E (Latitude:-1.948333; Longitude:30.059722).

## Informació general
Bank of Kigali és el banc comercial més gran de Ruanda, per actius totals. A 31 de desembre de 2017, els actius totals del banc es van valorar en 727.200 milions RWF (851.5 milions dòlars estatunidencs), amb fons propis de 122.800 milions RWF (143.7 milions milions $).
El 29 de setembre de 2017, Global Credit Ratings va qualificar a escala nacional a llarg termini i curt termini de Bank of Kigali Limited d'AA- (RW) i A1 + (RW) respectivament; amb una perspectiva estable.
El banc ha guanyat diversos premis internacionals i regionals del "Millor Banc a Rwanda", inclosos els d'EuroMoney, The Banker, Global Finance Magazine i EMEA Finance.

## Història
El Banc va ser incorporat a la República de Ruanda el 22 de desembre de 1966. Inicialment, el Bank of Kigali va ser fundat com una empresa conjunta entre el Govern de Ruanda i Belgolaise, i cadascun tenia el 50 per cent del capital ordinari. El 1967, el Banc va començar les seves operacions amb la seva primera sucursal a Kigali.
Belgolaise era una subsidiària de Fortis Bank (actualment desapareguda), que operava a l'Àfrica subsahariana, però el 2005 va començar a retirar les seves operacions a l'Àfrica d'acord amb l'estratègia de Fortis. El 2007, el Govern de Ruanda va adquirir la participació de Belgolaise al Bank of Kigali, augmentant així la seva participació directa i indirecta al Banc al 100% de les accions emeses. El 2011, el banc va canviar el seu nom sota la nova llei relativa a les empreses del Bank ok Kigali S.A a Bank of Kigali Limited.
El 21 de juny de 2011, el Consell Assessor del Mercat de Ruanda va aprovar que el banc flotés el 45 per cent de les seves accions i enumerés les seves accions a la Borsa de Ruanda (RSE), convertint-se en la segona companyia nacional en la llista de la RSE en una oferta pública inicial de 62,5 milions $ USA. La venda de les accions del banc va començar el 30 de juny de 2011.
Al desembre de 2012, els informes de mitjans regionals van indicar que el banc estava enmig d'una expansió cap a la veïna Uganda. Al febrer de 2013, el banc va rebre l'aprovació reglamentària per obrir una oficina a Kenya. Tot i que l'expansió regional era una prioritat principal de l'exdirector general James Gatera, la seva successora, Diane Karusisi, ha insinuat que el seu enfocament és aprofundir les arrels del banc a on es pot aprofitar el que segueix sent una població majoritàriament no bancària. Segons l'enquesta de FinScope sobre l'accés a les finances a Ruanda, dels 4 milions de ruandesos adults que tenen accés als serveis financers formals, només 1,5 milions d'adults,el 26 per cent del total, utilitzen els bancs, només una mica més de 60.600 adults dels 1.5 milions confien exclusivament en els bancs; els altres tenen alternatives fora de la banca.
El maig de 2018, a la Junta General d'Accionistes del Banc, els plans d'aprovació dels accionistes pretenien transcriure les accions del banc a la Borsa de Nairobi (NSE), la més gran de la Comunitat de l'Àfrica Oriental. S'espera que la llista creuada i l'edició de drets preferencials, ambdós planificats durant la segona meitat de 2018, recapten 70 milions de dòlars, que es desplegaran en l'adquisició de nous sistemes de TIC millorats (20 milions $), amb la resta desplegada en préstecs per donar suport a projectes d'infraestructura a casa. L'octubre de 2018, l'EastAfrican, un diari regional en anglès va informar que es preveia que el capital del Bank of Kigali cotitzés a la borsa de Nairobi el 30 de novembre de 2018.

## Xarxa d'oficines
Pel maig de 2017, el banc mantenia una xarxa de vuitanta sucursals, gairebé 100 caixers automàtics, més de 1.200 agents, sis furgonetes de banca mòbil i contractava més de 1.200 empleats.

## Governança
El banc està supervisat per un consell d'administració liderat pel president del consell, posició que actualment té Marc Holtzman. Les activitats quotidianes del banc són administrades per un equip de gestió executiva de sis persones encapçalat pel Conseller Delegat, Diane Karusisi.

## Participació
Les accions de la societat holding del banc, "Bank of Kigali Group Plc", cotitzen principalment a la Borsa de Ruanda i estan creuades a la Borsa de Nairobi. Pel març de 2016 la propietat de les accions del banc quedava reflectida a la taula següent:
| Rang | Propietari                               | Percentatge |
| ---- | ---------------------------------------- | ----------- |
| 1    | Govern de Ruanda                         | 29.5%       |
| 2    | Oficina de la Seguretat Social de Ruanda | 25.1%       |
| 3    | Inversors Institucionals Internacionals  | 14.0%       |
| 4    | Inversors minoristes                     | 13.7%       |
| 5    | Inversors Institucionals Locals          | 8.9%        |
| 6    | Inversors Institucionals Regionals       | 7.7%        |
| 7    | Empleats i directors                     | 1.0%        |
| 8    | Altres entitats estatals                 | 0.1%        |
|      | Total                                    | 100.00%     |

- Note:Els totals poden variar lleugerament per l'arrodoniment.